# 601. skupina speciálních sil
601. skupina speciálních sil (zkráceně 601. skss) je elitní vojenská jednotka, v Armádě České republiky jediná svého druhu. Dislokována je v Prostějově. Mezi úkoly 601. skss patří přímé akce, strategický průzkum, nekonvenční válčení, boj s terorismem, průzkum a záchrana na bojišti a činnost stanovená vládou. Podobá se jiným speciálním jednotkám zahraničních armád, jako je americký Navy SEALs  nebo britský Special Air Service (SAS). Oficiálním mottem 601. skss je latinské Dum spiro spero (Dokud dýchám, doufám).

## Historie
601. skupina speciálních sil se hlásí k tradici exilové zpravodajské služby československého odboje pod vedením Františka Moravce za druhé světové války ve Velké Británii, jejíž příslušníci se specializovali na diverzní činnost na území protektorátu Čechy a Morava. Většina vysazených skupin byla zpravodajsky zaměřena.
Po válce vznikl na území Československa 71. výsadkový prapor. Na jeho vzniku se podíleli lidé jako Karel Paleček a Rudolf Krzák. Prapor se zaměřoval na diverzní činnost. Jako výsadková brigáda vznikl útvar v říjnu 1952 ve východoslovenském Prešově. V roce 1960 byl přesunut do moravského Prostějova.
Po přebudování a přemístění 7. výsadkového pluku v Holešově a 1. a 4. výsadkové průzkumné roty v Chrudimi vznikl v roce 1969 prostějovský 22. výsadkový pluk.
Od roku 1969 se výsadkový pluk skládal již pouze z výsadkového průzkumného praporu a dvou výsadkových průzkumných rot. Další reorganizací v roce 1976 se pluk zaměřil na výcvik malých průzkumných skupin trénovaných pro diverzní a průzkumnou činnost. V roce 1988 se stala z výsadkového pluku 22. výsadková brigáda s dále se vyvíjející strukturou.
V roce 1995 vznikla 6. speciální brigáda, jejíž struktura se o tři roky později přiblížila strukturám jednotek speciálních sil Severoatlantické aliance. Po vstupu České republiky do NATO se struktura jednotky nadále přibližovala jeho standardům, až v roce 2001 vznikla 6. skupina speciálních sil. Ta byla v rámci reformy AČR přebudována na 601. skupinu speciálních sil.
V roce 2018 byl afghánskými jednotkami předán příslušníkům 601. skupiny speciálních sil vrah vojáka Tomáše Procházky, příslušník afghánských ozbrojených sil Vahidulláh Chán . Chán zemřel po předání zpět afghánským jednotkám. Po několik let trvajícím vyšetřování byli 22. 4. 2025 čtyři příslušníci 601. skupiny obžalováni z porušení povinnosti strážní služby a neuposlechnutí rozkazu.  Prezident Petr Pavel jejich stíhání o měsíc později zastavil 

## Výběrové řízení

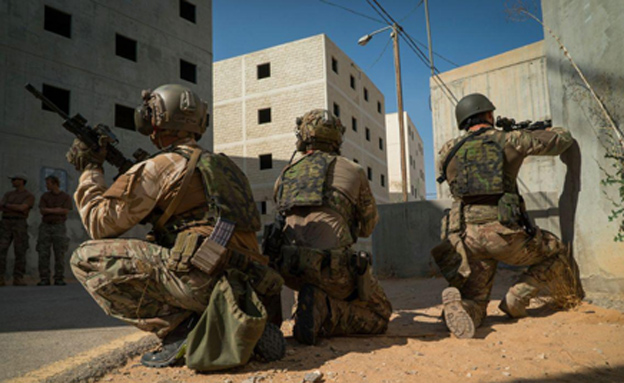
Příslušníci 601. skss na cvičení s izraelskou jednotkou Duvdevan

V souvislosti s určením a úkoly 601. skss a na základě zkušeností z předchozích let je výběrové řízení pro službu u jednotky chápáno jako základní předpoklad dalšího rozvoje každého jedince – příslušníka skupiny speciálních sil.
Výběrové řízení je koncipováno jako souhrn opatření směřujících především k zajištění fyzické a psychické odolnosti uchazečů o službu, jako i dalších předpokladů pro vývin osobnosti. Předmětem výběru je dále i zjištění takových parametrů jako jsou motivace pro službu u jednotky, odhodlání, sebekázeň, rozhodnost, iniciativa a charakter.
Výběrové řízení je rozděleno do tří skupin uchazečů:
- Kategorie A: zájemci o službu u bojových jednotek (7 dnů)
- Kategorie B: zájemci o službu u ostatních součástí skupiny (2 dny)
- Kategorie Z: zájemci o službu u střediska záloh

### Vstupní podmínky do výběrového řízení
Vstupní podmínky do výběrového řízení jsou shodné pro kategorii A i B.
- voják z povolání v aktivní službě s minimálně dvouletou praxí u útvaru AČR bezprostředně předcházející Přeškolovacímu kurzu (k 1. lednu roku nástupu do kurzu) nebo absolvent vojenské vysoké školy (v ojedinělých případech může být udělena výjimka)
- zdravotní klasifikace A (schopen jako výsadkář)
- čistý rejstřík trestů
- úplné středoškolské vzdělání s maturitou (výjimky pouze u zabezpečovací jednotky)
- pokud možno bezpečnostní prověrka požadovaná na danou funkci

### Provedení výběru
Vlastní výběrové řízení se skládá ze základního výběru a výběrového týdne.

#### Základní výběr
I. Testy fyzické zdatnosti: jsou stanoveny z několika disciplín. Hodnocení disciplín je bodovým systémem podle dosaženého počtu cviků, nebo času. Body z jednotlivých disciplín se sčítají. K postupu do další části výběrového řízení je nutné získat minimálně 400 bodů u kategorie A, 200 bodů u kategorie B a 150 bodů u kategorie Z. Body se sčítají ze všech disciplín, přičemž z každé disciplíny musí žadatel dosáhnout minimální stanovený výkon. Pokud není minimální výkon stanoven, žadatel musí v jednotlivých disciplínách dosáhnout stanovený minimální počet bodů (20 bodů). Minimální počet úkonů v jednotlivých disciplínách na dosažení minimálního počtu 20 bodů je dán zařazením uchazeče do věkové kategorie.
minimální stanovené výkony základního výběru:
- 15 shybů nadhmatem
- 52 sed-lehů za 1 minutu
- 32 kliků za 30 sekund
- plavání 300 metrů do 6:30 minut
- běh 3000 metrů po dobu 12 minut

Splnění norem přezkoušení fyzické zdatnosti je podmínkou postupu do části II. souboru psychotestů.
II. Psychotesty: souborem testů je zjištěno IQ uchazeče, reakční schopnosti a schopnost pracovat v kolektivu (testy inteligenční, výkonnostní – zátěžový, osobní dotazníky, rozhovor a projektivní techniky).
Absolvováním základního výběru je výběrové řízení ukončeno pro kategorii B. Úspěšné hodnocení psychotestů je základní podmínkou postupu do výběrového týdne pro kategorii A.

#### Výběrový týden
Po úspěšném absolvování základního výběru postupují uchazeči o službu u bojových jednotek 601. skss (kategorie A) okamžitě do výběrového týdne.
Výběrový týden je charakterizován vysokou náročností, je koncipován jako komplexní zaměstnání v terénu, které umožní prověřit fyzickou zdatnost, psychickou odolnost, morální kvality a kolektivního ducha uchazečů v extrémních podmínkách. V rámci šestidenního komplexního zaměstnání pod vedením instruktorů 601. skss, za nepřetržité účasti lékaře (zdravotníka) a psychologa, uchazeči absolvují sérii fyzicky náročných testů zaměřených na vytrvalost, sílu, houževnatost a schopnost reakce na různé situace. Provádí se formou vytrvalostních běhů, dálkových pochodů a souborem silových cvičení, které prověří schopnost uchazeče řešit krizové situace v enormní fyzické zátěži. Odstoupit od výběrového řízení může uchazeč kdykoliv na vlastní žádost. Opakování výběrového řízení je povoleno nejdříve za 4 měsíce a to maximálně 3x.

## Výcvik

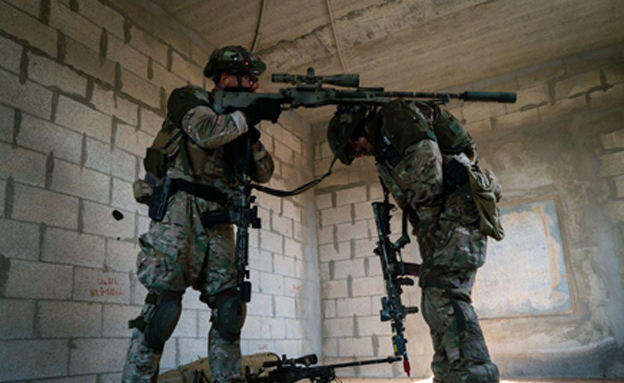
Odstřelovači 601. skss na cvičení s izraelskou jednotkou Duvdevan

Výcvik u 601. skupiny speciálních sil je zaměřen na rozvoj schopností a dovedností jednotlivců s důrazem na jejich odbornost při působení v týmech.
Výcvik začíná v podstatě již výběrovým řízením, po jehož úspěšném absolvování a přijetí do řad 601. skupiny speciálních sil následuje dvanáctiměsíční kvalifikační kurz.
Úspěšní absolventi kvalifikačního kurzu jsou zařazeni do týmů k bojovým jednotkám. Poté každý příslušník absolvuje kurzy potřebné pro svou odbornost při působení v týmu.
Hlavními zdroji pro výcvik jsou odborné kurzy, vojenská cvičení s mezinárodní účastí a praktické zkušenosti ze zahraničních misí. Nezanedbatelnou část výcviku představuje příprava na práci v mezinárodním prostředí. Pro správné směrování výcviku a výměnu zkušeností jsou velkým přínosem mezinárodní konference.
U 601. skss probíhá také výcvik specifických odborností (specialistů): ženisti/potápěči, pyrotechnici, odstřelovači, FAC (navádění bitevních letounů na cíl), aj.
Příslušníci 601. skss jsou připravováni pro působení za všech klimatických a povětrnostních podmínek.

## Zahraniční mise

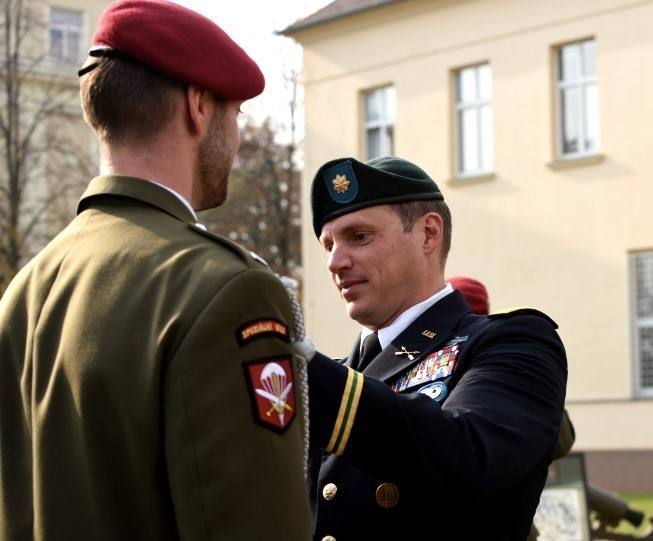
Příslušník 601. skss přebírá vyznamenání za službu v zahraničí a reprezentaci vlasti od texaského gardisty (19th Special Forces Group)

Příslušníci 601. skupiny speciálních sil působili v mnoha zahraničních misích. První nasazení příslušníků útvaru v zahraničí bylo působení v rámci operace Pouštní Bouře v Saúdské Arábii v roce 1990. V následujících letech se příslušníci jednotky podíleli na zahraničních operacích na území bývalé Jugoslávie v misích IFOR, SFOR a KFOR. 6. rota speciálních sil byla v roce 1999 první jednotkou AČR na území Kosova. Svojí činností položila vynikající základy pro další činnost kontingentů AČR na tomto teritoriu.
V roce 2004 byla 601. skupina speciálních sil nasazena do bojové operace Trvalá Svoboda na území Afghánistánu. Tato mise byla první bojovou operací Armády České republiky od konce II. světové války. Na tuto průlomovou bojovou operaci navázalo další nasazení kontingentů speciálních sil v operaci Trvalá Svoboda v letech 2006, 2008 a 2009. Působení příslušníků 601. skss v těchto operacích bylo vysoce oceněno nejvyššími představiteli státu, AČR i koaličních partnerů. 601. skss zaujala tímto pevné místo v elitní skupině speciálních sil světa.

### Zahraniční operace, ve kterých působili příslušníci 601. skupiny speciálních sil
- 1990 – Saúdská Arábie, Kuvajt
- 1996 – IFOR, bývalá Jugoslávie
- 1996 – 2001 – SFOR, bývalá Jugoslávie
- 1999 – 2006 – KFOR, bývalá Jugoslávie
- 2002 – ISAF, Afghánistán
- 2003 – Operace Enduring Freedom, Kuvajt, Irák
- 2004 – Operace Enduring Freedom, Afghánistán
- 2004 – MNF (I), Irák
- 2004 – IZ SFOR, Irák
- 2006 – Operace Enduring Freedom – Afghánistán
- 2008 – 2009 – Operace Enduring Freedom – Afghánistán
- 2010 – 2021 – Ochrana Zastupitelského úřadu České republiky v Kábulu – Afghánistán
- 2011 – 2012 Úkolové uskupení speciálních sil ISAF Afghánistán

## Výzbroj
- pistole CZ 75 (ráže 9x19)
- pistole GLOCK 17 (ráže 9x19)
- útočná puška Heckler & Koch HK417 (ráže 7,62x51)
- útočná puška M4 A3 Bushmaster (model XM 15 – E2S) (ráže 5,56x45)
- útočná puška CZ805 BREN (ráže 5,56x45)
- kulomet PKB a PKM (ráže 7,62x54R)
- kulomet M60E4 /Mk 43 (ráže 7,62x51)
- kulomet Mk. 48 mod. 0 (ráže 7,62x51)
- kulomet NSV (ráže 12,7x108)
- kulomet M2 Browning QCB (ráže 12,7x99)
- odstřelovací puška Accuracy International Arctic Warfare (ráže 7,62x51)
- odstřelovací puška Barret M82A1 (ráže 12,7x99)
- odstřelovací puška Falcon OP vz.96 (ráže 12,7x99)
- odstřelovací puška CheyTac Intervention M 200 (ráže .408 CheyTac)
- brokovnice Benelli M3T (ráže 12)
- granátomet CIS 40GL (ráže 40x46 mm)
- granátomet M203 (ráže 40x46 mm)[6]
- pancéřovka RPG-7 (ráže 40 mm)
- pancéřovka LPZ Carl Gustav 84mm M 3a (ráže 84 mm)
- pancéřovka PTKSD Javelin
- lehký ruční minomet 60mm vz. 99 ANTOS (ráže 60,7 mm)